# Great White
I Great White sono un gruppo heavy metal formato nel 1981 a Huntington Beach, Orange County, California.
Il loro stile è molto influenzato dalle radici dell'heavy metal anni '70, in particolare dai Led Zeppelin, gruppo del quale registrarono un intero cover album nel 1999. Questa particolarità li fece distinguere dalla maggior parte dei gruppi dell'ondata hair/pop metal, e a guadagnare durante la carriera diversi dischi di platino. In totale hanno venduto oltre 8 milioni di copie nel mondo.

## Storia
I Great White si formarono dalle ceneri dei Dante Fox di Los Angeles. Questo gruppo era composto dal cantante Jack Russell, il chitarrista Mark Kendall, il bassista Don Costa ed il batterista Tony Richards. Nel 1982 Richards raggiunse gli W.A.S.P. assieme a Don Costa, il quale militò nella band di Ozzy Osbourne durante lo stesso anno, a sostituzione di Rudy Sarzo. Ricollocati a Huntington Beach, i membri restanti dei Dante Fox, Jack Russell e Mark Kendall, diedero vita ai Great White arruolando il bassista Lorne Black ed il batterista Gary Holland (ex-Dokken). Quest'ultimo aveva inoltre militato nei Circus Circus, una prima incarnazione dei futuri W.A.S.P.. I Great White vennero subito notati dal manager Alan Niven, e l'anno successivo debuttarono con l'EP Out of the Night prodotto da Michael Wagener e Don Dokken (voce dei Dokken). Il primo contribuì alla composizione di alcuni brani, mentre il secondo partecipò all'album in qualità di corista. L'anno successivo venne alla luce il vero e proprio full-length omonimo per la EMI. Subito dopo la bandì partì in tour facendo da opening act agli Whitesnake nel Regno Unito e ai Judas Priest in Nord America. Il disco tuttavia non ebbe particolari riscontri e fallì nelle vendite, così la EMI perse interesse per il gruppo e ne sciolse il contratto. Dal 1984 il batterista Gary Holland abbandonò la band sostituito da Audie Desbrow. Holland in seguito entrò nei Romeo assieme all'ex bassista degli Steeler Greg Chaisson e Michael Britton alla voce. Questa band poi si evolse nei Britton, che vedevano dietro le sei corde l'ex chitarrista degli Hellion Chet Thompson. Holland riemergerà in seguito negli storici Blue Cheer.
I Great White firmarono per la Telegraph Records per pubblicare l'album autofinanziato Shot in the Dark. Essi però riconquistarono l'interesse di una major firmando per la Capitol, una sotto-etichetta della EMI, che rimasterizzò l'album Shot in the Dark quello stesso anno. Il disco riuscì ad entrare nella classifica Billboard 200. Esso venne prodotto negli States e in Europa in versioni differenti e conteneva due cover: "Face the Day" degli australiani The Angels e "Gimme Some Lovin'" dello Spencer Davis Group. Il grande successo arrivò con il terzo album Once Bitten nel 1987, trainato dai singoli "Rock Me" e "Save Your Love". Dopo le registrazioni del disco, il bassista Lorne Black abbandonò la band durante l'estate del 1987 lasciando il posto a Tony Montana. In seguito intrapresero un tour statunitense al fianco di Night Ranger e Twisted Sister, e verso la fine dell'anno suonarono al Marquee Club di Londra. La band accentuò ulteriormente la presenza del blues, elemento che fece guadagnare il doppio disco di platino al loro quarto album ...Twice Shy nel 1989. Il successo del disco fu accompagnato dalla cover "Once Bitten, Twice Shy" di Ian Hunter, che si rivelò il singolo di maggior successo dei Great White, ricevendo anche una candidatura per la Miglior interpretazione hard rock ai Grammy Awards 1990. Il gruppo intraprese il conseguente tour nel ruolo di headliner, ma venne interrotto bruscamente in Canada a causa di problemi di Russell con l'alcol. Dato il ricovero del proprio cantante in ospedale, il gruppo fu costretto a cancellare le date del tour. Anche Montana fu costretto ad abbandonare temporaneamente la band per problemi familiari. Egli venne sostituito provvisoriamente dall'ex-Black Sabbath Dave Spitz. Con il ricovero di Russel ed il ritorno di Montana, la band riprese con successo l'attività, aprendo anche alcuni concerti dei Bon Jovi. Tra i concerti più importanti del tour si segnala quello tenuto alla Wembley Arena di Londra l'11 novembre 1989, pubblicato successivamente con il titolo Live in London per il mercato giapponese.
Il gruppo iniziò il 1990 esibendosi con il brano "House of Broken Love" ai prestigiosi American Music Award. Nel 1991 la band pubblicò il suo quinto album in studio, Hooked. Questo includeva le reinterpretazioni "Afterglow (of Your Love)" degli Small Faces e "Can't Shake It" dei The Angels, gruppo che i Great White avevano già omaggiato anni prima con la cover di "Face the Day". L'album ottenne buoni riscontri di critica. La copertina venne censurata dal P.M.R.C., in quanto raffigurava una donna nuda aggrappata ad un'ancora. La stessa venne modificata mostrando la donna aggrappata all'ancora ma con il corpo immerso nell'acqua. In quel periodo la band fece uscire anche il The Blue EP, contenente alcuni lati B e brani inutilizzati negli album precedenti. Subito dopo la band partì per un mega tour in Europa in compagnia degli Scorpions. L'album successivo, Psycho City, venne pubblicato nel 1992 e vedeva nuovamente la partecipazione di Dave Spitz assieme all'ex bassista dei Dio Teddy Cook. In seguito quest'ultimo ebbe delle esperienze in gruppi come Terrified, Virgin Steele e The Sign. In quel periodo il movimento grunge aveva preso il sopravvento, spazzando diverse band degli anni '80, come i Great White stessi, fuori dalle posizioni alte in classifica. Nel tentativo di modernizzare la propria proposta sonora, il gruppo pubblicò l'album Sail Away nel 1994, spostandosi verso atmosfere e testi molto più cupi e impegnati. Si tratterà tuttavia di un episodio isolato, in quanto la band ritornerà alle proprie origini con il disco Let it Rock del 1996, il quale vedeva la formazione composta da Russell, Kendall, Lardie e Desbrow. Alcune parti di basso vennero registrate nuovamente da Dave Spitz. Nel marzo 1999 il gruppo diede alle stampe l'album di cover Great Zeppelin: A Tribute to Led Zeppelin, firmando per la Cleopatra Records. Nella formazione inoltre subentrò il bassista Sean McNabb, ex membro dei Quiet Riot e House of Lords. Pochi mesi dopo, in luglio, la band pubblica il decimo album, intitolato Can't Get There from Here. A supporto del nuovo disco, intrapresero tour con i Ratt e i Poison.

### Dal 2000 al 2003
Il chitarrista Mark Kendall annunciò il suo abbandono dalla band il 20 gennaio 2000. per formare poco dopo i Train Station con il cantante Todd Griffin, il bassista Gary Warnick, il tastierista Dicki Simms ed il batterista Pride Hutchinson. Poco dopo, anche McNabb e Desbrow lasciarono il gruppo. Desbrow si lamentò dello stato finanziario della band, mentre McNabb raggiunse i riformati Lynch Mob. Lo stesso anno venne realizzata la raccolta Latest & Greatest, nella quale tutte le tracce vennero ri-registrate. Michael Lardie annunciò un periodo di pausa per dedicarsi alla nuova band del chitarrista dei Poison C.C. DeVille chiamata Samantha 7. L'accordo venne preso durante un tour dei Great White verso fine 2000, dove la formazione includeva tre turnisti che facevano parte dei Samantha 7: il bassista Krys Baratto (per un breve periodo bassista dei Guns N' Roses), il batterista Francis Ruiz ed il chitarrista Ty Longley. Il 5 novembre 2001 Jack Russell annunciò la fine dei Great White. Poco dopo venne registrato Thank You...Goodnight! per la Knight Records, il quale racchiudeva uno speciale concerto in cui Kendall e McNabb si riunirono al gruppo per una sola sera. Il disco includeva due nuove tracce, Back to the Rhythm e Play On (che verranno poi inserite nell'album Back to the Rhythm del 2007). Nel 2002 venne pubblicato il live album Recover, composto interamente da cover. Nel tardo 2002, Jack Russell intraprese la carriera solista e contattò Kendall per suonare nella sua band. Kendall accettò, ma Russell volle usare nuovamente il nome dei Great White. Presentati come i "Jack Russell's Great White", parteciparono ad un tour dove suonarono principalmente brani dei Great White più qualche brano della carriera solista di Russell. Il tour venne prolungato ai primi mesi del 2003.

### La tragedia
La sera del 20 febbraio 2003 i Jack Russell's Great White tennero un concerto al locale "The Station" situato a Warwick, cittadina nella contea di Kent, nello Stato del Rhode Island. La band era l'headliner della serata. Alle 23:00 circa, qualche secondo dopo l'inizio della loro esibizione, il gruppo partì con il brano "Desert Moon", accompagnato da effetti pirotecnici innescati dal loro manager, Daniel Biechele. Questi effetti inaspettatamente provocarono un incendio, principalmente a causa della gommapiuma infiammabile, che era stata utilizzata ai fini dell'isolamento acustico. L'incendio si propagò per tutto il locale, e la gente rimase imbottigliata nel corridoio che dava sulla porta d'uscita, nonostante fossero presenti anche altre porte di sicurezza. Durante quella tragica sera, morirono circa un centinaio di persone, tra cui il chitarrista della band Ty Longley. Poiché il nome della band era Jack Russell's Great White, il sito ufficiale dei Great White affermava che non suonarono quella notte.
I Great White, riuniti, suonarono per la prima volta dopo il tragico incidente il 22 luglio di quell'anno, in Colorado, dove viveva il deceduto Ty Longley, per un concerto di beneficenza in memoria delle vittime, a cui parteciparono anche gli L.A. Guns e gli XYZ. La band suonò fino al 2005 raccogliendo fondi per l'incidente. Nel tardo 2005, a causa di "ragioni mediche", la band cancellò il tour estivo. Le "ragioni mediche" stavano realmente a significare l'abuso di alcol e cocaina da parte di Jack Russell. Egli entrò in riabilitazione, e non si esibì fino al 2007. Senza la sua presenza, egli accusò i Great White di non essere la vera band, chiamandoli dispregiativamente "Fake White".

### Rinascita
La band si ristabilizzò nel 2006, con la formazione composta da Jack Russell, Mark Kendall, Michael Lardie, Sean McNabb e Audie Desbrow. Nel marzo 2007 realizzarono il loro undicesimo album in studio, intitolato Back to the Rhythm. Venne pubblicato il 17 luglio 2007 per l'italiana Frontiers Records. Dopo un tour europeo nella primavera del 2008 (passano anche in Italia) il bassista Sean McNabb lascia il gruppo sostituito da Scott Snyder. Nella primavera del 2009 esce il nuovo album Rising. Nel 2010 Jani Lane dei Warrant sostituisce temporaneamente Jack Russell, costretto a pesanti interventi chirurgici alla schiena dopo una caduta nel bagno di casa sua. Il 18 maggio 2012 la band pubblica il nuovo album Elation con il cantante Terry Ilous, degli XYZ, che diventa a tutti gli effetti il nuovo frontman. Dopo essersi ripreso, Russell dà vita a una nuova formazione dei "Jack Russell's Great White", a cui si unisce anche il bassista storico Tony Montana nel luglio 2013.
Il 2 giugno 2017 i Great White danno alle stampe il nuovo album Full Circle. Il 9 luglio 2018 Terry Ilous lascia la band e viene annunciato il nuovo cantante Mitch Malloy.

## Formazione

### Formazione attuale
- Mitch Malloy – voce (2018-oggi)
- Mark Kendall – chitarre (1981-2000, 2001, 2002-2005, 2006-oggi)
- Michael Lardie – chitarre, tastiere, armonica (1985-2000, 2001, 2006-oggi)
- Scott Snyder – basso (2008-oggi)
- Audie Desbrow – batteria (1984-1999, 1999-2000, 2006-oggi)

### Ex componenti
- Jack Russell – voce (1981-2001, 2002-2005, 2006-2010)
- Terry Ilous – voce (2010-2018)
- Greg Howard – chitarre (1984-1985)
- Ty Longley – chitarre (2000-2001, 2002-2003) (deceduto durante l'incendio del nightclub The Station)
- Tyler Nelson – chitarre (2003-2005)
- Don Costa – basso (1981-1982)
- Lorne Black – basso (1982-1987)
- Tony Montana – basso (1987-1989, 1989-1992)
- Teddy Cook – basso (1992-1995)
- Sean McNabb – basso (1995-2000, 2001, 2006-2008)
- Krys Baratto – basso (2000-2001)
- Dave Filice – basso (2002-2003)
- Scott Pounds – basso (2003-2005)
- Tony Richards – batteria (1981-1982)
- Gary Holland – batteria (1982-1984)
- Francis Ruiz – batteria (2000-2001)
- Eric Powers – batteria (2002-2003)
- Joseph May – batteria (2003-2005)

## Discografia
- 1984 – Great White
- 1986 – Shot in the Dark
- 1987 – Once Bitten
- 1989 – ...Twice Shy
- 1991 – Hooked
- 1992 – Psycho City
- 1994 – Sail Away
- 1996 – Let It Rock
- 1999 – Can't Get There from Here
- 2007 – Back to the Rhythm
- 2009 – Rising
- 2012 – Elation
- 2017 – Full Circle